# Guerra russo-turca (1828-1829)

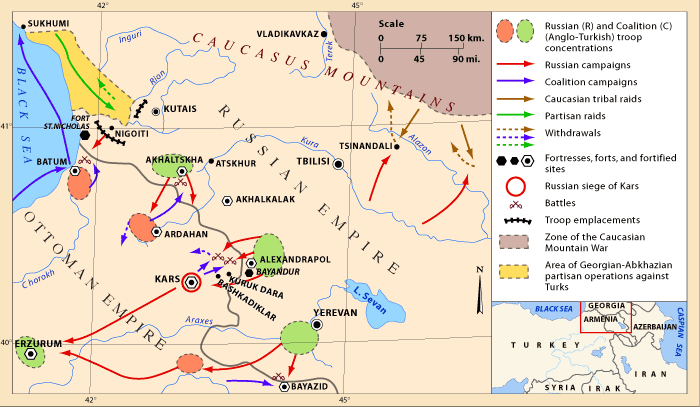

La guerra russo-turca del 1828-1829 scoppiò a seguito della decisione del sultano Mahmud II di chiudere gli stretti dei Dardanelli (revocando la Convenzione di Akkerman) come ritorsione per la partecipazione dell'Impero russo alla guerra di indipendenza greca e, in particolare, alla battaglia di Navarino, insieme con la Gran Bretagna e con la Francia.
La guerra si concluse con la netta vittoria dell'esercito imperiale russo che avanzò nel Caucaso e soprattutto si avvicinò minacciosamente a Istanbul; il sultano si affrettò a concludere la pace con il trattato di Adrianopoli che diede importanti vantaggi allo zar Nicola I; la questione degli stretti venne temporaneamente regolata nel successivo trattato di Unkiar-Skelessi.

## La prima fase del conflitto
Nel giugno 1828 l'esercito russo – guidato dallo zar Nicola I attraversò il Danubio avanzando nella Dobrugia e raggiungendo così il resto delle forze russe che, sotto il comando del principe Peter Wittgenstein, avevano occupato i principati di Valacchia e Moldavia.
Lo zar assediò le tre cittadelle ottomane di Šumen, Varna e Silistra (che al giorno d'oggi si trovano in Bulgaria). Il 29 settembre, grazie all'aiuto della flotta del Mar Nero dell'ammiraglio Aleksej Grejg, Varna cadde.
Molto più problematico fu l'assedio di Šumen dove la guarnigione ottomana era superiore a quella russa. Inoltre gli ottomani riuscirono a tagliare le linee di rifornimento russo che, con l'arrivo dell'inverno, furono costrette a ritirarsi in Bessarabia.

## La seconda fase
Nel febbraio del 1829 Nicola I tornò a San Pietroburgo e sostituì Wittgenstein col più energico Hans Karl von Diebitsch. Il 7 maggio von Diebitsch cinse nuovamente d'assedio Silistra. Il Sultano inviò un contingente di 40 000 uomini per combattere i russi, ma venne sconfitto nella battaglia di Kjulevča e il 19 giugno Silistra venne occupata da von Diebitsch.
Contemporaneamente, il feldmaresciallo Ivan Fëdorovič Paskevič con un'inarrestabile avanzata conquistò Akhaltsikhe, Erevan (strappandola alla Persia), Kars ed Erzerum, nel nord-est dell'Anatolia.
Il 2 luglio von Diebitsch lanciò un'offensiva nei Balcani assediando nuovamente Šumen e conquistando, nella sua avanzata verso Istanbul, anche Burgas. Il 31 luglio von Diebitsch era a soli 68 chilometri dalla capitale ottomana e al Sultano non restò altra scelta che chiedere di arrivare a un accordo di pace.

## Il trattato di Adrianopoli
Con il trattato di Adrianopoli la Russia otteneva la costa orientale del Mar Nero e la foce del Danubio. La Sublime Porta riconosceva inoltre la sovranità russa sulla Georgia e su alcune aree dell'attuale Armenia.
La Serbia ottenne l'autonomia e lo zar poté continuare a occupare i Principati danubiani di Moldavia e Valacchia fin quando l'Impero Ottomano non avesse pagato una forte indennità di guerra.
Per quanto riguarda la questione degli Stretti, questa venne rimandata a un successivo accordo e fu regolata solo quattro anni dopo con il trattato di Unkiar-Skelessi.